# (500544) 2012 UE27
(500544) 2012 UE27 es un asteroide perteneciente al cinturón de asteroides, descubierto el 17 de octubre de 2012 por el equipo del Pan-STARRS desde el Observatorio de Haleakala, Hawái, Estados Unidos.

## Designación y nombre
Designado provisionalmente como 2012 UE27.

## Características orbitales
2012 UE27 está situado a una distancia media del Sol de 2,980 ua, pudiendo alejarse hasta 3,254 ua y acercarse hasta 2,706 ua. Su excentricidad es 0,092 y la inclinación orbital 17,20 grados. Emplea 1879,37 días en completar una órbita alrededor del Sol.

## Características físicas
La magnitud absoluta de 2012 UE27 es 16,9. 